# Filip al III-lea al Spaniei
Filip al III-lea al Spaniei, supranumit Cel Pios (în spaniolă: Felipe III de España), (n. 14 aprilie 1578, Madrid, Spania – d. 31 martie 1621, Madrid, Spania) a fost rege al Spaniei (ca Filip al III-lea în Castilia și Filip al II-lea în Aragon) și rege al Portugaliei (portugheză Filipe II) din anul 1598 până la moartea sa. 
Membru al Casei de Habsburg, Filip al III-lea s-a născut la Madrid ca fiu al regelui Filip al II-lea al Spaniei și al celei de-a patra soții, Anna de Austria, fiica împăratului romano-german Maximilian al II-lea și a împărătesei Maria a Spaniei. Mai târziu Filip al III-lea s-a căsătorit cu Margareta de Austria, sora împăratului romano-german Ferdinand al II-lea. Deși a fost cunoscut în Spania ca Filip cel Pios, reputația politicii lui Filip în străinătate a fost în mare parte negativă - un „om mediocru și nesemnificativ”, un „monarh mizerabil”, pentru a cita istoricii C.V. Wedgwood, R. Stradling și J. Elliot.
Dependența lui Filip de ministrul său corupt, ducele de Lerma, a atras multe critici ale contemporanilor săi dar și ulterior. Pentru mulți, declinul Spaniei poate fi cauzat de dificultățile economice din primii ani ai domniei lui Filip. Deși în calitate de conducător al Imperiului Spaniol și de rege care a realizat o pace temporară cu olandezii (1609–1621) care a adus Spania în Războiul de Treizeci de Ani (1618–1648) printr-o campanie (inițial) de succes, domnia lui Filip rămâne o perioadă critică în istoria Spaniei.

## Primii ani

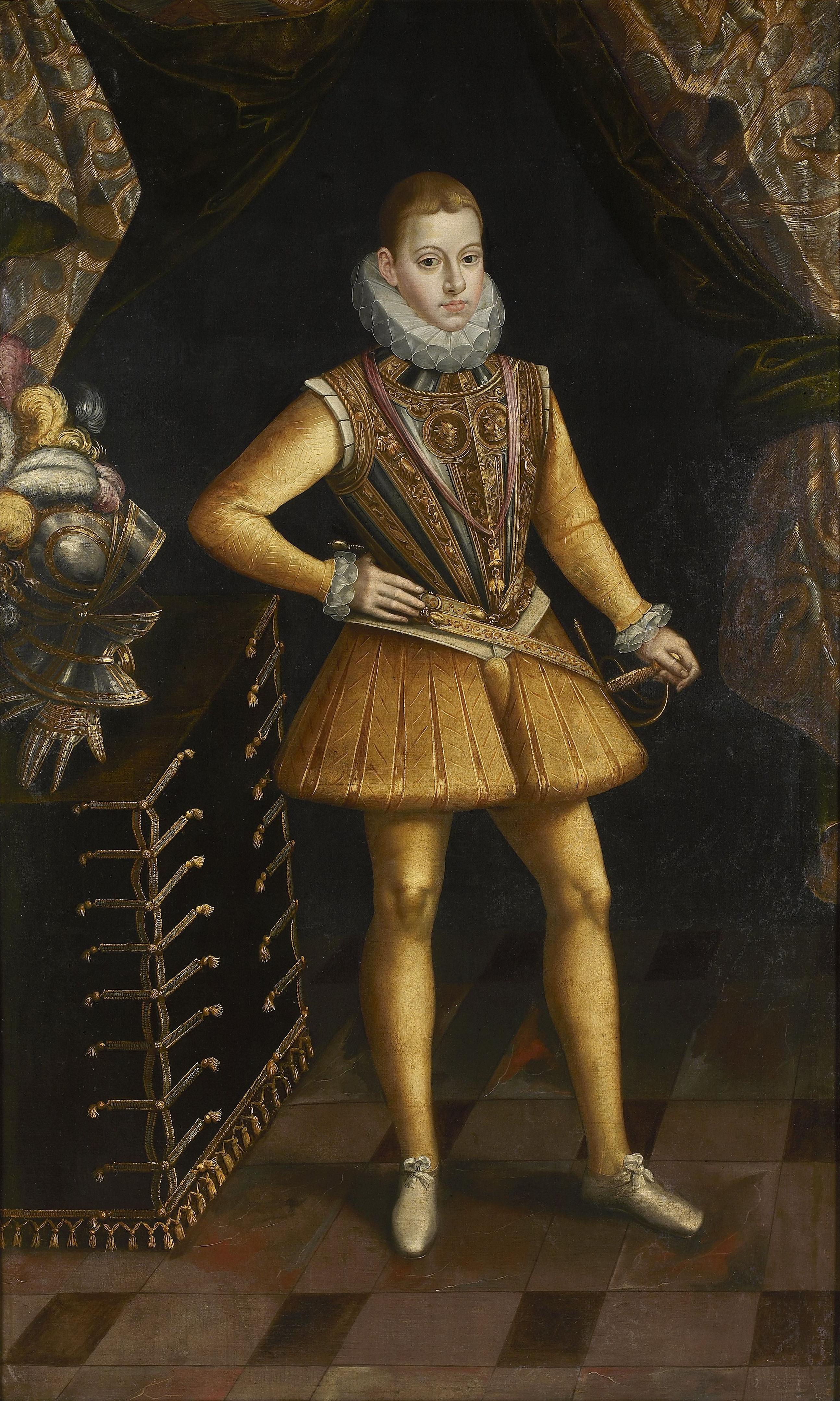
Portretul Prințului Filip

După ce fratele mai mare al lui Filip al III-lea, Don Carlos a murit, regele Filip al II-lea, a ajuns la concluzia că una dintre cauzele condiției lui Carlos a fost influența facțiunii rivale de la curtea spaniolă. El a crezut că educația lui Carlos și creșterea lui au fost afectate profund de acest lucru, căruia i se datora nebunia și nesupunerea lui, și, în consecință, a stabilit să acorde o atenție mult mai mare fiilor săi. Filip al II-lea l-a numit pe Juan de Zúñiga, pe atunci preceptorul prințului Diego, să continue acest rol pentru Filip și l-a ales pe  García de Loaysa ca tutore. Ei s-au alăturat lui Cristóbal de Moura, un susținător apropiat al regelui Filip al II-lea. Regele a crezut că acestă combinație va oferi o educație coerentă, stabilă pentru Prințul Filip și va evita aceeași soartă ca a lui Carlos.
Educația lui Filip a urmat modelul stabilit de părintele Juan de Mariana pentru prinții regali, concentrându-se pe impunerea de restricții și încurajarea formării personalității lor de la o vârstă fragedă, în scopul de a deveni un rege care nu era nici tiranic, nici excesiv sub influența curtenilor săi.
Prințul Filip pare să fi fost, în general, plăcut de contemporanii săi; „dinamic, blajin și serios”, pios, având un „corp plin de viață și o dispoziție pașnică”, deși cu o constituție destul de slabă. Comparația cu Carlos cel neascultător era pozitivă pentru Filip, deși unii au comentat că prințul Filip părea mai puțin inteligent și competent politic decât fratele său. Într-adevăr, deși Filip a primit lecții de latină, franceză, portugheză și astronomie și părea un lingvist competent, recent istoricii au suspectat că accentul pus de tutorii săi pe respectul, pioșenia și talentul lingvistic al lui Filip era pentru a evita să spună că de fapt el nu era deosebit de inteligent și nu era dotat academic.
Filip l-a întâlnit pe marchizul de Denia - viitorul Duce de Lerma - pe atunci un curtean adolescent al regelui. Lerma și Filip au devenit prieteni apropiați însă Lerma a fost considerat de rege și tutorii lui Filip nepotrivit pentru Prinț. Lerma a fost trimis la Valencia ca vicerege în 1595 cu scopul de a-l scoate pe Filip de sub influența acestuia, însă după ce Lerma s-a plâns de o sănătate precară i s-a permis să se întoarcă după doi ani. Regele Filip al II-lea, bolnav, a devenit preocupat de viitorul prințului și a încercat să-l facă pe Moura ca viitor sfătuitor de încredere numindu-l arhiepiscop. Anul următor, Filip al II-lea a murit lăsând imperiul în mâinile fiului său, regele Filip al III-lea.

## Politica internă
Filip a moștenit un imperiu considerabil extins de către tatăl său. Filip al II-lea a cucerit Portugalia în 1580. În Europa, în ciuda revoltei olandeze în desfășurare, posesiunile spaniole din Italia și de-a lungul „Drumului Spaniol” au fost securizate. La nivel global, asocierea teritoriilor castiliene cu teritoriile coloniale portugheze au dat conducătorului spaniol posibilitatea de a ajunge de la America la Filipine și dincolo prin India.
Chiar și în cadrul peninsulei în sine, Filip va conduce regatele Castilia, Aragon, Valencia și Portugalia, provinciile autonome din Catalonia și Andaluzia - toate doar vag unite prin instituția monarhiei Castiliei și persoana lui Filip al III-lea. Fiecare din ele a avut parte de un sistem diferit de impozitare, privilegii și aranjamentele militare; în practică, nivelul de impozitare în multe dintre provinciile periferice a fost mai mic decât în Castilia, însă nobilimea castiliană avea o poziție privilegiată la toate nivelurile superioare de funcții.

### Ducele de Lerma

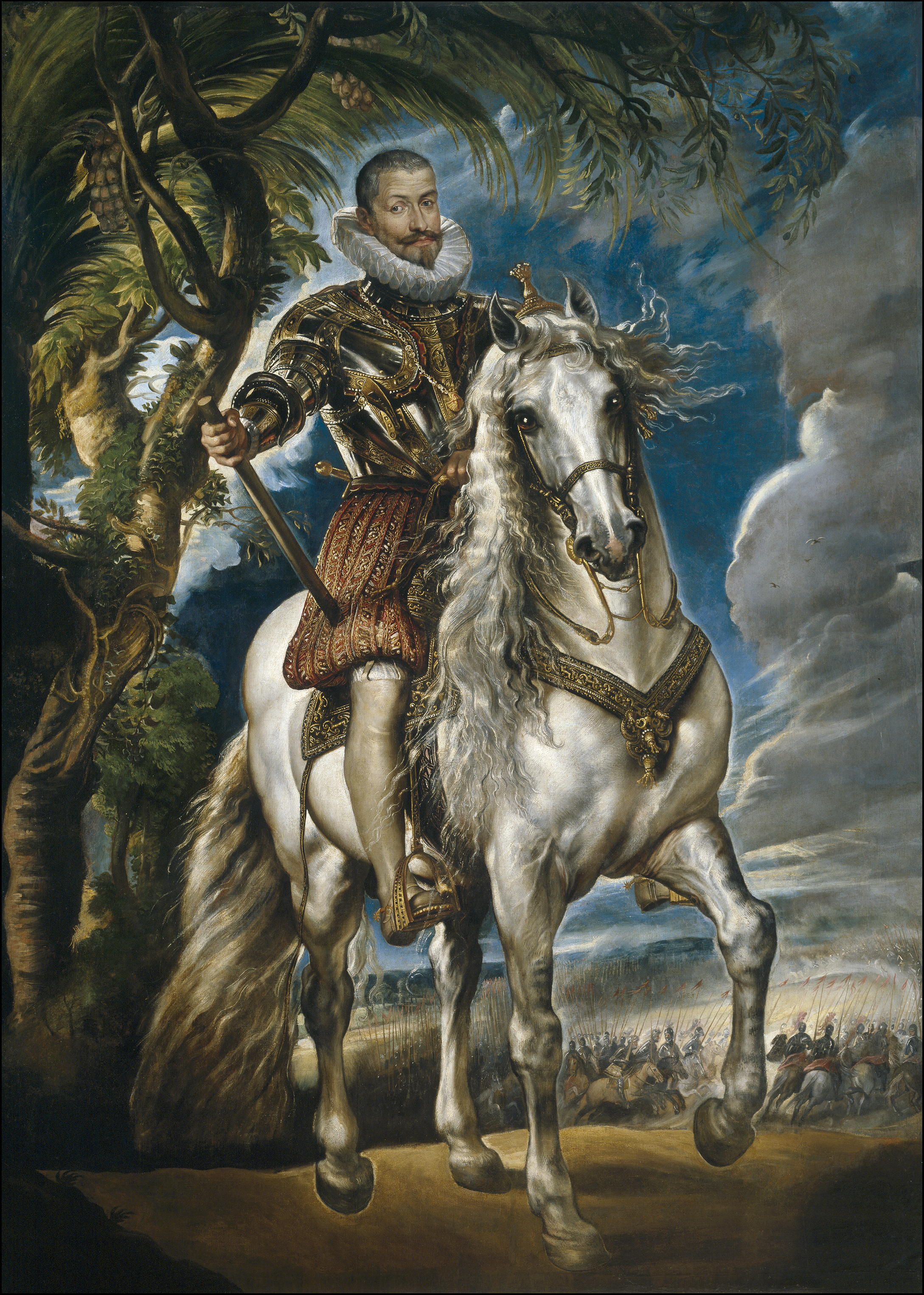
Francisco Goméz de Sandoval y Rojas, Duce de Lerma, om de stat spaniol și favorit regal

La câteva ore după ce Filip a urcat pe tron, Lerma a fost numit consilier regal de noul rege și a devenit favorit regal. Filip a dat instrucțiuni ca toate afacerile de guvern să ajungă la el prin intermediul Ducelui de Lerma. Dezbaterile în consiliile regale începe acum doar la dispoziția scrisă a regelui, din nou, prin Lerma. Toți membrii consiliilor regale aveau ordinul de a menține o transparență completă cu Lerma ca reprezentant personal al regelui;în 1612 consiliilor li s-a poruncit de către Filip să asculte de Lerma ca și cum el ar fi fost regele.
Gradul în care Lerma a jucat un rol activ în guvern a fost contestat. Contemporanii au fost înclinați să vadă mâna lui Lerma în fiecare acțiune a guvernului; alții au crezut că Lerma nu avea "nici temperamentul, nici energia" să se impună în mare măsură în acțiunile guvernului; iar alții au considerat că Lerma a participat numai la acele consilii care au abordat probleme de mare importanță pentru rege.

## Familie
În 1599, la un an după ce a devenit rege, Filip s-a căsătorit cu verișoara sa, Margareta de Austria, fiica regelui austriac Carol al II-lea. Margareta, sora viitorului împărat Ferdinand al II-lea, a devenit una dintre cele trei femei de la curtea lui Filip care au avut o influență considerabilă asupra regelui. Margareta a fost considerată de către contemporani a fi extrem de pioasă - în unele cazuri, excesiv de pioasă, și prea influențată de Biserică - „abilă și foarte pricepută” în relațiile sale politice, deși „melancolică” și nefericită din cauza influenței ducelui de Lerma asupra curții soțului ei. Margareta a continuat să lupte cu ducele Lerma pentru influență până la decesul ei în 1611. Filip a avut o „relație afectuoasă și strânsă” cu Margareta, și i-a acordat o atenție crescută relației după ce ea a născut un fiu în 1605.
Casătoria a dus la nașterea a opt copii, dintre care trei au murit înainte de a ajunge la adolescență:
- Ana de Austria, regina consoartă a Franței și a Navarei (n. 22 septembrie 1601 — d. 20 ianuarie 1666) căsătorită cu Ludovic al XIII-lea al Franței cu care a avut doi fii.
- Maria (1 februarie 1603 – 2  martie 1603); a murit la o lună după naștere;
- Filip al IV-lea, rege al Spaniei (8 aprilie 1605 – 17 septembrie 1665); a moștenit tronul spaniol, după moartea tatălui său;
- Maria Ana a Spaniei, împărăteasă consoartă a Sfântului Imperiu Roman (8 august 1606 – d. 13 mai 1646) căsătorită cu Ferdinand al III-lea, împărat al Sfântului Imperiu Roman cu care a avut șase copii;
- Carlos al Spaniei  (15 septembrie 1607 – 30 iulie 1632); a murit la vârsta de 24 de ani fără a avea urmași;
- Ferdinand al Austriei (mai 1609/1610 – 9 noiembrie 1641); a fost cardinal și comandant militar;
- Margareta a Spaniei (24 mai 1610 – 11 martie 1617); a murit în copilărie;
- Alfonso al Spaniei (22 septembrie 1611 – 16 septembrie 1612); o luna după nașterea sa, mama lui, regina Consoartă Margareta s-a stins din viață.